# Meisterschaft der Zauberkünstler in Österreich
Der „Magische Ring Austria“ ist der Dachverband österreichischer Zaubervereinigungen, dem die Mehrzahl der Zauberklubs des Landes angehört. Unter seiner Schirmherrschaft werden regelmäßig Fachkongresse abgehalten, anlässlich derer sich 300 bis 500 Zauberkünstler treffen. Diese Kongresse fanden bis 2006 jährlich, danach jedes zweite Jahr statt. Wichtigster Programmpunkt dieser Treffen sind die Österreichischen Meisterschaften der Zauberkunst, bei denen für besondere Leistungen der Titel eines „Grand Prix“-Siegers vergeben werden kann, das ist die höchste nationale Auszeichnung der Österreichischen Magierschaft.
Er ist allerdings nicht mit dem „Grand Prix“ der internationalen Dachvereinigung FISM zu verwechseln, dem Hauptpreis, der alle drei Jahre stattfindet. Ein „FISM-Grand Prix“-Sieger wird unter Magiern als Weltmeister angesehen.

## Wettbewerbsmodalitäten
Eine fünf- bis siebenköpfige Jury aus Berufs- und Amateurzauberkünstlern bewertet die Teilnehmer nach den Kriterien Präsentation, Technik, Ausstattung, Zusammenstellung und Originalität, gewichtet nach der jeweiligen Sparte. Es werden bei Erreichen bestimmter Punktegrenzen in den Sparten Manipulation, allgemeine Magie, Mentalmagie, Großillusionen, Kinderzauberei, Comedy-Magic, Kartenmagie und Close-Up Magic österreichische Meister gekürt. Um den „Grand Prix“ zu gewinnen, muss man die höchste Wertung des Wettbewerbs erzielen. Außerdem benötigt man mindestens 80 % der möglichen Punkte. Wegen dieser Hürde kann der „Grand Prix“ manchmal auch nicht vergeben werden.

## Liste der „Grand Prix“-Sieger des „Magischen Rings Austria“
| Austragungsjahr | Austragungsort | Name des „Grand Prix“-Siegers   |
| --------------- | -------------- | ------------------------------- |
| 1989            | Bregenz        | Gerhard Scharnböck (Gerry, Ö)   |
| 1990            | Graz           | Gerhard Swoboda (Ö)             |
| 1991            | Baden bei Wien | David (H)                       |
| 1992            | Linz           | nicht vergeben                  |
| 1993            | Eisenstadt     | Woedy Woet (NL)                 |
| 1994            | Wien           | Robert Stacher (Ö)              |
| 1995            | Salburg        | Johann Kellner (Kelli, Ö)       |
| 1996            | Mayrhofen      | nicht vergeben                  |
| 1997            | Steyr          | Ludwig Gantner (Mecki, Ö)       |
| 1998            | Zürich         | nicht vergeben                  |
| 1999            | Eisenstadt     | nicht vergeben                  |
| 2000            | Steyr          | nicht vergeben                  |
| 2001            | Bregenz        | Wolfgang Moser (Ö)              |
| 2002            | Baden bei Wien | Philipp Tawfik (Ö)              |
| 2003            | Villach        | nicht vergeben                  |
| 2004            | Mayrhofen      | Martin Eisele (D)               |
| 2005            | Eisenstadt     | Nikolas Sedlak (Tricky Niki, Ö) |
| 2006            | Graz           | Pilou Pilou (F)                 |
| 2008            | St. Pölten     | Beat Felder-Meyer, (CH)         |
| 2010            | Zell am See    | Paul Sommersguter (Ö)           |
| 2012            | Baden bei Wien | Nikolas Sedlak (Tricky Niki, Ö) |
| 2014            | Götzis         | Martin Kosch (Ö)                |